# Галактическая астрономия

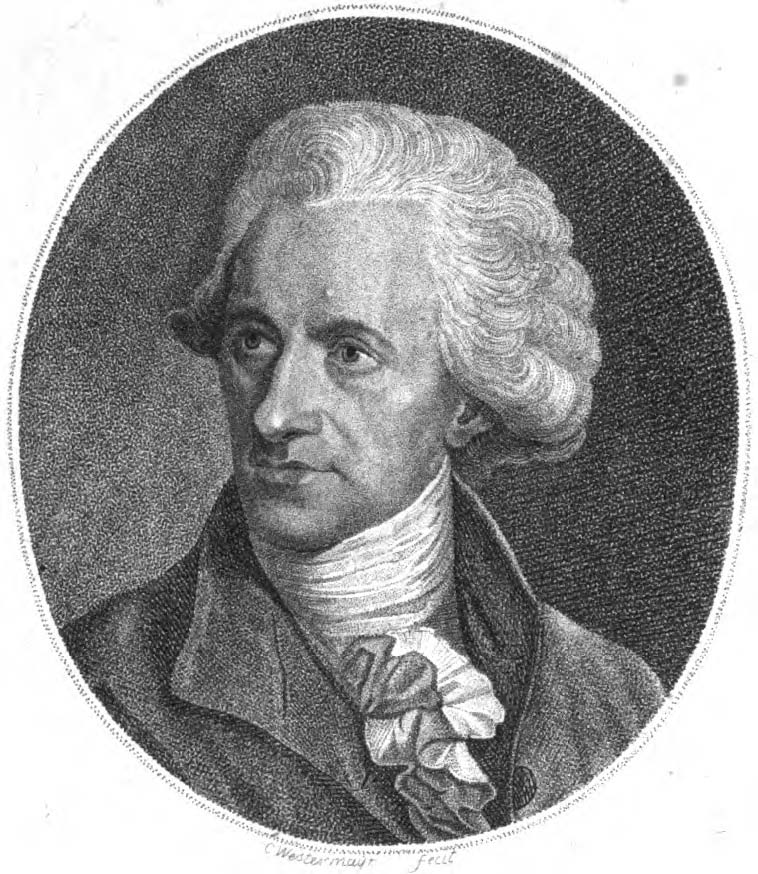
Уильям Гершель

Галактическая астрономия (англ. Galactic astronomy) — подраздел астрономии, занимающийся изучением в целом Млечного Пути и всех его составляющих. Это контрастирует с внегалактической астрономией, которая изучает всё вовне нашей Галактики, включая все остальные галактики. Основателем этого направления является сэр Уильям Гершель

## Звёздные системы
- Шаровое звёздное скопление
- Рассеянное звёздное скопление

## Межзвёздное пространство
- Межпланетное пространство — межпланетная среда — межпланетная пыль
- Межзвёздное пространство — межзвёздная среда — межзвёздная пыль
- Межгалактическое пространство — межгалактическая среда — межгалактическая пыль